# 大伴安麻呂
大伴 安麻呂（おおとも の やすまろ）は、飛鳥時代から奈良時代にかけての公卿・歌人。姓は連のち宿禰。右大臣・大伴長徳の六男。官位は正三位・大納言、贈従二位。佐保大納言と号す。
672年の壬申の乱では大海人皇子（天武天皇）の側に立ち、大伴吹負からの連絡の使者を務める。文武朝では兄・御行の没後に大伴氏の氏上となり、大宝2年（702年）参議として公卿に列し、慶雲2年（705年）には大納言に至った。

## 経歴

### 天武・持統朝
天智朝にて、巨勢人の娘・郎女を娉った和歌が『万葉集』に採録されている。
天武天皇元年（672年）の6月に大海人皇子が近江の朝廷に対して兵を興すため東国に向かうと、倭（大和）の自邸にいた大伴吹負は皇子のために同志を募り、「一、二の族および諸豪傑」あわせて数十人を得た。「一、二の族」の中に、大伴安麻呂があったと思われる。吹負は29日に挙兵し、敵の内応によって倭京を奪取した。この成功を美濃国の不破宮に報じる使者として、大伴安麻呂・坂上老・佐味宿那麻呂が派遣された。彼らは無事に任務を果たしたらしい。宿那麻呂はこの後とって返して吹負の下で戦ったが、安麻呂のその後の行動は不明である。同様に吹負のもとに戻ったかもしれないが、別の方面にいたかもしれない。
天武天皇12年（684年）広瀬王と大伴安麻呂は判官・録事・陰陽師・工匠を引き連れて畿内を回り、都の候補地を探した（この時の冠位は小錦中）。天武天皇13年（685年）八色の姓の制定により大伴連など50氏が宿禰の姓を与えられており、安麻呂もこの時連姓から宿禰姓に改姓したとみられる。
朱鳥元年（686年）正月に新羅使・金智祥を接待するために、安麻呂は川内王・藤原大島・境部鯯魚・穂積虫麻呂と共に筑紫に遣わされた（この時の冠位は直広参）。同年9月9日に天武天皇が崩御すると、28日にその殯宮で安麻呂は大蔵のことを誄した。持統天皇2年（688年）8月に天武天皇の殯宮で嘗して慟哭する儀式があったが、この時も安麻呂が誅を述べている。

### 文武・元明朝
文武朝初頭まで、大伴氏の氏上は兄・御行であり、安麻呂が政治の中枢に加わることはなかった。しかし大宝元年（701年）に御行が没すると、官位の上で安麻呂が大伴氏の最高位となり、翌年には朝政に参議するようになる。大宝元年（701年）3月21日に大宝令にもとづく位階が授けられた際、安麻呂は直大壱から正従三位に進んだ。大宝2年（702年）正月17日に式部卿に任ぜられ、同年5月21日には粟田真人・高向麻呂・下毛野古麻呂・小野毛野と共に、朝政に参議することを命じられた。これが参議の始めで、このときは参議という官職に任命されたのではなく、「参議する」という仕事を命じられたのである。同年6月24日に兵部卿を兼ねた。
以上は『続日本紀』によるもので、『公卿補任』は細部が異なる。大宝元年（701年）3月19日に従三位・中納言になり、21日に中納言をやめて散位になったとする。翌年に式部卿というのは同じだが、二箇所で1月7日と4月7日の異なる日付を記す。それから5月17日に参議になり、6月19日に兵部卿を兼ねたとする。
慶雲2年（705年）8月に大納言に任ぜられ、11月には大宰帥を兼ねる。その大弐に石川宮麻呂が任命されている。
元明朝に入り、和銅元年（708年）3月に大納言に任官する。大納言は3年前の慶雲2年（705年）にも任ぜられているが、再任された事情ははっきりしない。7月に元明天皇は議政官とそれ以外の高級官人とを分けてそれぞれに訓示を与えているが、安麻呂は前者のうちにあった。
和銅7年（714年）5月1日薨去。最終官位は大納言兼大将軍正三位。元明天皇は深く悼み、従二位を贈った。この際に鈴鹿王らが遣わされたという。

## 永隆寺創建
永隆寺は大伴氏の氏寺で伴寺とも呼ばれた。平安時代に成立した『東大寺要録』には、永隆寺は大伴安麿が建立したものとある。それによれば飯高天皇（元正天皇）の世の養老2年（718年）に奈良坂東阿古屋谷に永隆寺が立ったとする。しかし養老2年は安麻呂の死から数年の後である。

## 人物
万葉歌人として、和歌作品3首が『万葉集』に採録されている。

## 官歴
注記のないものは『六国史』による。
- 天武天皇13年（684年） 2月28日：見小錦中。12月2日：連姓から宿禰姓に改姓（八色の姓制定）
- 天武天皇15年（686年） 正月：見直広参
- 時期不詳：直大壱
- 大宝元年（701年） 3月21日：正冠従三位[9]
- 大宝2年（702年） 正月17日：式部卿[10]。5月21日：令参議朝政。6月24日：兵部卿
- 慶雲2年（705年） 4月20日：中納言[6]。8月11日：大納言[11]。11月28日：兼大宰帥[12]
- 和銅元年（708年） 3月12日：正三位、辞大宰帥[6]。3月13日：大納言
- 和銅7年（714年） 5月1日：薨去（大納言兼大将軍正三位）、贈従二位

## 系譜
- 父：大伴長徳[13]
- 母：不詳
- 妻：巨勢郎女 - 巨勢人の娘
  - 長男：大伴旅人（665-731）[14]
  - 男子：大伴田主
- 妻：石川内命婦
  - 女子：大伴坂上郎女 - 穂積親王妃、のち大伴宿奈麻呂室
  - 男子：大伴稲公
- 生母不明の子女
  - 男子：大伴宿奈麻呂